# Juste une fois !
Pour les articles homonymes, voir Sleeping Dogs Lie.
Juste une fois ! (Sleeping Dogs Lie) est une comédie de Bob Goldthwait avec Melinda Page Hamilton, sortie en 2006.

## Synopsis
Amy est une femme a priori normale, qui a des parents et un fiancé qui l'aiment.
Son copain, un jour, suggère qu'ils devraient tout se révéler, y compris les plus petits secrets ceux dont personne ne connaît l'existence. Amy accepte et lui révèle son plus gros secret et tout ce qu'elle avait bâti dans sa vie s'effondre...

## Fiche technique
- Titre : Juste une fois !
- Titre original : Sleeping Dogs Lie
- Autre titre : Stay
- Réalisation : Bob Goldthwait ; Michael Malone, Mike Malone, Eric Rhoden, Adeeb K. Samhat et David Wader (assistant)
- Scénario : Bob Goldthwait
- Décors : Sarah de Sa Régo
- Costumes : Sarah de Sa Régo
- Département de l'image : Jordan Danelz, Marc Dewey, Michael Greene, Mike Greene, David Jiro, Cameron Loewenstein, Dawn Nakamura, Drew Nelson, Jason Sachse, Dennis Turner, Corinna Vistan
- Montage : Ian s. Takahashi et Jason Stewart
- Musique : Gerard Brunskill (en)
- Son : Gerald Brunskill, Chad Buehler, Mark Gouldy, Mike Gouldy, Shelby Michlin, Ryan Rees, Michael Thornberry
- Casting : Ruth Lambert et Robert McGee
- Production : Martin Pasetta (producteur), Stephanie Bennett (producteur associé) ; Sarah de Sa Rego et Michael Malone] (coproducteur) ; Bob Goldthwait (producteur exécutif), Sharon Mastropietro (postproduction), Ben Buffandeau et Martin Pasetta (associé)
- Pays d'origine :  États-Unis
- Langue originale : anglais
- Format : couleur - 35 mm - 1,85:1 - son Dolby numérique
- Genre : Comédie
- Durée : 87 minutes
- Date de sortie :
  - États-Unis : 29 septembre 2006
  - France : 21 février 2007

## Distribution
- Melinda Page Hamilton (VF : Véronique Volta) : Amy
- Bryce Johnson (VF : Yann Peira) : John
- Geoff Pierson (VF : Gérard Rinaldi) : le père d'Amy
- Bonita Friedericy (VF : Hélène Otternaud) : la mère d'Amy
- Colby French (VF : Lionel Melet) : Ed
- Jack Plotnick (VF : Christophe Lemoine) : Dougie
- Brian Posehn : Randy
- Steve Agee : Carl
- Morgan Murphy (en) : Linda
- Lisa Salzano : une catcheuse
- Candiss Cogdill : une catcheuse
- Harvey J. Alperin : le principal
- Ernest Misko : le prêtre
- Rebecca Avery : la mère sur l'aire de repos
- Kira Burri : la fille sur l'aire de repos
- Misa Doi : une invitée au cocktail

Source et légende : Version française (VF) sur Symphonia Films

## Autour du film
Deux films sortis en 1998 et en 2005 ont le même titre anglais que ce film, Sleeping Dogs Lie, expression anglophone équivalente au chat qui dort francophone. Les titres français de ces films sont :
- Mystère d'Ambrose Small ;
- Sleeping Dogs Lie.